# Stage Fright
| 전문가 평가                   | 전문가 평가 |
| 평가 점수                     | 평가 점수   |
| 출처                          | 점수        |
| ----------------------------- | ----------- |
| AllMusic                      | [ 1 ]       |
| Christgau's Record Guide      | B+          |
| DownBeat                      | [ 3 ]       |
| Entertainment Weekly          | A–          |
| MusicHound                    | 4/5         |
| Pitchfork                     | 8.3/10      |
| Q                             | [ 7 ]       |
| Rolling Stone                 | [ 8 ]       |
| The Rolling Stone Album Guide | [ 9 ]       |

《Stage Fright》는 1970년 8월 17일에 발매된 캐나다와 미국의 록 밴드 더 밴드의 세 번째 스튜디오 음반이다. 이 곡은 이 그룹의 가장 잘 알려진 두 곡인 〈The Shape I'm In〉과 〈Stage Fright〉를 선보였는데, 이 두 곡 모두 (각각 리처드 마누엘과 릭 단코의) 영감을 받은 리드 보컬을 선보였고 그룹의 라이브 쇼에서 스테이플이 되었다.
《Stage Fright》는 부푼 음악과 환멸의 가사를 결합하고, 우울과 불안, 피로의 어두운 그늘을 드러내는 평화, 탈출, 경박함 같은 주제를 탐구하는 모순된 음반이었다. 작가 로스 존슨은 "본의 아니게 자백한 쾌활했던 음반이... 그룹 역사상 의기소침한 시기를 통한 활기찬 변화"라고 설명했다. 그 결과, 그것은 그 음반들에서 벗어나는 방식들 그리고 아마도 실망스러운 기대감들 때문에 널리 칭찬받은 이전의 그것들에 비해 다소 엇갈린 평가를 받았다. 일반적으로, 비평가들은 그 음악이 견고하다는 것에 동의했다. 그들은 가스 허드슨의 다양한 텍스쳐의 곡예, 로비 로버트슨의 날카로운 기타 연주, 단코, 레번 헬름 리듬 부분의 펑크 같은 측면을 환영했지만, 레코드의 성가신 음색과 전체적인 응집력에는 차이가 있었다. 이후 몇 년 동안 재발매와 리마스터 발매를 계기로 많은 비평가들은 이 음반을 "처음 두 장에 비해 품질 저하가 없다" 그리고 "아직도 상위권을 유지하고 있는 그룹의 증거"라고 재평했다.
그룹의 이전 노력보다 훨씬 더 많은 록 음반인 《Stage Fright》는 첫 두 음반의 중심축이었던 더 다운된, 현대적인 집중력 그리고 더 적은 보컬 하모니를 가지고 있었다. 그러나 악기를 바꾸는 전통은 지속되었고, 각각의 음악가들이 적어도 두 개의 다른 악기들에 부분들을 기여했다. 이 음반에는 피아니스트 리처드 마누엘이 작곡한 마지막 두 곡이 포함되었는데, 로버트슨과 공동 작사했으며, 로버트슨은 1976년 투어 공연을 중단할 때까지 이 그룹의 지배적인 작곡가 역할을 계속했다.
《Stage Fright》는 빌보드 200 차트에서 5위로 정점을 찍으며 각각 30위와 9위에 오른 그룹의 첫 두 음반을 능가했다. 이 음반은 《The Band》와 《Rock of Ages》를 포함한 세 장의 음반 중 하나로, 골드 인증을 받았다(판매량 50만 장 이상).

## 제작
《Stage Fright》는 유망한 토드 룬드그렌에 의해 설계되었으며 그룹 자체에서 처음으로 제작되었다. 커버에는 밥 카토가 디자인한 반추상적인 일몰이 노먼 시프의 사진 포스터에 싸여 있었는데, 그의 첫 번째 주요 공연이었다.
처음에 로버트슨은 《The Band》와는 대조적으로 덜 진지한 "바보"나 "쾌락" 녹음을 할 작정이었다고 말한다. 이 그룹의 계획은 그들의 본거지인 뉴욕주 우드스톡 플레이하우스에 있는 우드스톡에서 라이브로 음반을 라이브로 녹음하는 것이었다. 결국, 시의회는 우드스톡 페스티벌 형식의 우표가 찍힐 것을 우려해 이 아이디어를 거부했고, 밴드는 임시 스튜디오로 (비시즌) 플레이하우스를 이용했다. 〈Strawberry Wine〉, 〈Time to Kill〉, 〈Just Another Whistle Stop〉과 같은 긍정적이고 직설적인 로커들, 더 펑키한 〈The W.S. Walcott Medicine Show〉와 로버트슨의 더욱 두드러진 기타 작업들은 이 음반이 초기, 좋은 시간의 의도를 일부 간직하고 있음을 암시한다. 하지만, 로버트슨은 차츰 더 어두운 방향으로 가는 곡들을 발견했다. "이번 음반은 《Stage Fright》가 바닥으로 스며들기 시작했습니다. 작곡하지 않을 수 없는 곡을 쓰고 있었습니다."라고 말했다. 〈The Shape I'm In〉과 〈Stage Fright〉는 방탕과 공황으로 씨름했고, 〈The Rumor〉와 〈Daniel and the Sacred Harp〉는 명성과 부를 추구하는 가십의 남성성과 영혼의 상실을 다루었다. 마누엘의 몽환적인 〈Sleeping〉은 마지막 탈출을 향한 행복과 너무 가까운 집 사이의 불편한 선을 걸어갔다. 순수하게 긍정적인 노래로 홀로 서 있는 것은 그의 딸의 탄생을 위해 작곡된 로버트슨의 섬세한 자장가 〈All La Glory〉로, 헬름의 가장 온화하고 감성적인 보컬 중 하나로 힘을 얻었다. 하지만 그곳에서조차 로버트슨은 "감옥의 벽처럼 매우 높은 느낌"을 언급하며 쓸쓸한 이미지를 사용한다.
2010년 인터뷰에서 로버트슨은 그룹이 플레이하우스에서 까다로운 음향 상황과 룬드그렌에서의 낯선 존재, "방해와 많은 약물 실험"으로 다투는 등 녹음 분위기를 긴장감 있게 표현했다. 헬름은 《The Wheel's On Fire》에서 세션 중에 "우리에 정착한 어두운 분위기"를 묘사하며 이에 동의하였다. 헬름은 또 "처음으로 우리 기준에 맞추지 않았었는데... 음악으로 살아가던 시대는 끝났다."라며 이 녹음이 더 많은 시간으로부터 이익을 얻을 수 있었다고 생각했다.
영국에서는 룬드그렌과 글린 존스의 두 가지 혼합물이 준비되었다. 일부 보고서들은 존스 믹스가 오리지널 LP 발매와 (확장된 2000년 리마스터 포함) 캐피틀에서 모든 후속 재발행을 위해 선택되었다고 제안했고, 룬드그렌의 믹스는 결국 1994년 DCC 콤팩트 클래식 레이블에 의해 24k 골드 CD로 재발매되었다. 그러나, 이에 대해 상당한 이견이 있다. 룬드그렌은 《릴렉스》 매거진과의 인터뷰에서, 세 번째 버전은 밴드와 함께 미국에 돌아와 오리지널 믹스의 트랙을 사용하여 만들어졌다고 말했다. 궁극적으로, 그는 어떤 혼합물이 원래 발매를 위해 선택되었는지 아무도 모른다고 생각한다. 그의 회고록인 《사운드맨》에서 존스는 룬드그렌의 기억을 확인시켜주면서, 밴드가 없는 상태에서 각각 그들만의 혼합물을 독립적으로 수행했지만, 그는 실제로 누구의 혼합물이 사용되는지 또는 어떤 양으로 사용되는지 결코 알지 못했다고 언급했다.
로버트슨은 음반의 50주년을 위해 새로운 재발행을 만들 때, 《Music from Big Pink》와 《The Band》의 50주년을 기념하는 이전 디럭스 세트와 마찬가지로 밥 클리어마운틴과 새로운 믹스를 감독했다. 이전의 기념일 믹스는 5.1 서라운드 사운드와 고해상도 디지털 재생, 《Stage Fright》의 새로운 믹스는 1971년 아카데미에서 2013년 재발매된 쇼가 《Rock of Ages》 라이브 음반의 오리지널 믹스에 대한 그의 불만을 해결한 것처럼 오리지널 LP 믹스에 대한 로버트슨 자신의 불만을 다루었다. 게다가, 로버트슨은 오리지널 LP 순서가 내부 정치에 의해 훼손되었다고 주장하면서 《Stage Fright》의 순서를 다시 정했다.

## 곡 목록
| #  | 제목                          | 작사·작곡                | 리드 보컬       | 재생 시간 |
| -- | ----------------------------- | ------------------------ | --------------- | --------- |
| 1. | 〈Strawberry Wine〉           | 레번 헬름, 리처드 마누엘 | 헬름            | 2:34      |
| 2. | 〈Sleeping〉                  | 로비 로버트슨, 마누엘    | 마누엘          | 3:10      |
| 3. | 〈Time to Kill〉              | 로버트슨                 | 릭 단코, 마누엘 | 3:24      |
| 4. | 〈Just Another Whistle Stop〉 | 마누엘, 로버트슨         | 마누엘          | 3:48      |
| 5. | 〈All La Glory〉              | 로버트슨                 | 헬름            | 3:31      |

| #  | 제목                               | 작사·작곡 | 리드 보컬          | 재생 시간 |
| -- | ---------------------------------- | --------- | ------------------ | --------- |
| 1. | 〈The Shape I'm In〉               | 로버트슨  | 마누엘             | 3:58      |
| 2. | 〈The W.S. Walcott Medicine Show〉 | 로버트슨  | 헬름, 단코         | 2:58      |
| 3. | 〈Daniel and the Sacred Harp〉     | 로버트슨  | 헬름, 마누엘       | 4:06      |
| 4. | 〈Stage Fright〉                   | 로버트슨  | 단코               | 3:40      |
| 5. | 〈The Rumor〉                      | 로버트슨  | 단코, 헬름, 마누엘 | 4:13      |